# アセット・フリップ
アセット・フリップ（asset flip）とは、他の開発者から既成の人物や物体、背景などを購入し、それをほとんど加工することなく、完成品のゲームとして販売することを指す。利用規約に反しているか否かにかかわらず、このようなソフトはゲーマーにとってクリエイティブではないとみられる傾向にあり、このようなソフトによって人気度は低いが高品質の作品が埋もれてしまうと考えられている。アセット・フリップはオンライン配信サービス、特にSteamにとって悩みの種になる。
また、Nintendo Switchのニンテンドーeショップにおいてもアセットフリップは問題視されており、このようなソフトの販売を許したとして、ライセンサーのニンテンドー・オブ・アメリカ（任天堂米国法人）にまで批判の矛先が向けられたケースもあった。

## 定義
アセットフリップはコンピュータゲームにおける粗製乱造（ショベルウェア）の手法の一種であり、商用利用が認められた、市販または著作権フリーの「アセット」（ゲームの素材やスクリプトをまとめたもの）を適当に組み合わせたジェネリック商品である。また、このような粗悪品を作成したうえで、その類似品、あるいはタイトルを変えただけの作品を乱造する業者も存在する。アセットフリップという言葉は、2015年頃に、コンピュータゲームを専門とするジャーナリストジム・スターリングによって生み出された。「アセット」はゲームの素材やスクリプトをまとめたものを意味し、「フリップ」は素早く転売するという意味である。この言葉には、でき合いのアセットで低品質のゲームを作るという侮蔑的な意味合いが込められている。
一方、Viceでは「どうにかゲームとして機能するだけの、素材の寄せ集め」（"cobbled together, barely-functioning games"）と定義している。

### アセット・フリップに該当しない作品
2017年にサービスを開始した『PlayerUnknown's Battlegrounds』（PUBG）は市販のアセットを使用していたため、これに該当するか否か論争となった。
『PUBG』のクリエイティブ・ディレクターであるBrendan GreeneはE3 2018のセッションの中でこのことについて触れ、アセットフリップと呼ばないでほしいとコメントしているほか、同作を運用しているPUBG Corp.のコミュニケーション担当Ryan RigneyもRedditにて市販のアセットを使う事情を説明し理解を求めた。
Bennett Foddyら一部の批評家や開発者は、「アセット・フリップ」が「十把一絡げ」 (catch-all) な用語であると嘆かわしく見ており、例えばPUBGのような高品質のゲームや実験的なゲームが、大量のアセットを使っているという理由だけで、プレーヤーから「アセット・フリップ」というレッテルを貼られることがあると考えている。

## 歴史
アセットフリップは著作権フリーのアセットが市販され始めた2010年代から登場し始めた。
2010年にアセットストアを始めたUnityは、2015年の時点でアセットの使いまわし問題を把握していたことを当時のブログ記事の中で明らかにしており、スターリングがアセットフリップという言葉を使いだしたのもこのころである。
Digital Homicide Studiosは自社製品『The Slaughtering Grounds』を酷評したスターリングとSteamユーザーを名誉毀損として訴えたものの裁判所から棄却されたうえ、Valve Softwareから取引停止を言い渡されてSteamから同社のソフトがすべて削除された。また、Valveは2017年にもSilicon Echo Studios（およびZonitron Productionsなど関連ブランド含む）から出された同様の作品173本をSteamから一掃している。同社は2017年8月と9月だけでも86タイトルを発売しており、これは同期間におけるSteamで配信開始されたゲームの一割を占めていた。
同社のゲームはUnityのストアで売られているアセットで構成されており、バンドルとして配信することで、100ドルの手数料を回避していた。Valveは同社宛の警告文の中で、「ほぼ同一のソフトを大量に発売したことで、ストアの機能に支障が出、プレーヤーが楽しいゲームを見つけたくなるのを困難にしている」とコメントしている。
その後、Silicon Echo Studiosの削除されたタイトルは200以上におよび、同社は操業停止に追い込まれた。
2018年5月、Steamは シューティングゲーム『Active Shooter』を削除した。この作品はスクールシューティングを想起させるとして批判を呼んでいた上、アセットフリップとしても批判されていた。また、アセットフリップ作品を多く配信してきたBunchOD00dzがAsset Flip Simulatorという作品を配信し、批判を呼んだ。Asset Flip Simulatorを含めてこの製作者のソフトは2018年6月8日までにSteamから一掃されている。
Valveは「荒らし」や違法行為は削除対象とする一方、アセットフリップは放置され、その数は増加の一途をたどってきた。そして、ついには多くのインディー作品の発見可能性が、その品質にかかわらず、急速に下落した現象を指す、"Steampocalypse" (Steam + apocalypse、「Steamの終末」の意) という言葉まで出てきてしまった。

### 家庭用ゲーム機における例
家庭用ゲーム機向けに配信されているダウンロード専売のタイトルにも、素材の画像やBGMを差し替えただけで根本のゲームシステムが全く同じアセット・フリップが多数存在することが確認されている。
たとえば、2017年にWii U/3DS用ソフトとして配信された『SHOOT THE BALL』は、Epilex Gamesのテンプレート「Shoot The Ball - Ready To Publish Fun Arcade Game」を流用しているという指摘がある。
2022年8月より、ドイツのゲームメーカーThiGamesが日本・欧米向けPS4/PS5用ソフトとして配信した『The Jumping Noodles』（および『The Jumping Noodles: TURBO』）を始め、アセットの画像を色々な料理（タコス、サンドイッチ、ハンバーガー、巻き寿司など）や背景を差し替えただけのゲーム『The Jumping xxx』シリーズも多数配信されており、×ボタンを一定時間押し続けるだけで簡単にトロフィーを獲得できる。
日本国外向けにNintendo Switch用ソフトとして発売された『The Bullet: Time of Revenge』という作品は「Hammer 2」のアセットを流用しており、最終的にはこのようなソフトの流通を許した米国任天堂も非難された。